# Formula di Viète

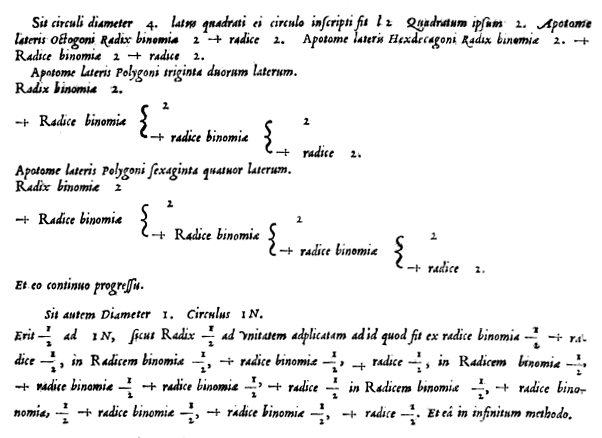
La formula di Viète, così come fu riportata sul suo Variorum de rebus mathematicis responsorum, liber VIII (1593)

In matematica, la formula di Viète, così denominata in onore del matematico francese François Viète (1540-1603), è la seguente rappresentazione mediante prodotto infinito della costante matematica π:
{\displaystyle {\frac {2}{\pi }}={\frac {\sqrt {2}}{2}}{\frac {\sqrt {2+{\sqrt {2}}}}{2}}{\frac {\sqrt {2+{\sqrt {2+{\sqrt {2}}}}}}{2}}\cdots }
L'espressione sulla destra deve essere intesa come espressione limite (per {\displaystyle n\rightarrow \infty })
{\displaystyle \lim _{n\rightarrow \infty }\prod _{i=1}^{n}{a_{i} \over 2}}
dove {\displaystyle a_{n}} è il radicale quadratico dato dalla formula ricorsiva {\displaystyle a_{n}={\sqrt {2+a_{n-1}}}} con condizione iniziale {\displaystyle a_{1}={\sqrt {2}}}.

## Dimostrazione
Consideriamo la formula di duplicazione per la funzione seno
{\displaystyle \,\sin(2x)=2\sin(x)\cos(x)} .
Applichiamola due volte per esprimere il seno dell'angolo quadruplo
{\displaystyle \,\sin(4x)=2\sin(2x)\cos(2x)=4\sin(x)\cos(x)\cos(2x)} .
Applicandola reiteratamente si ottiene l'identità
{\displaystyle {{\sin(2^{n}x)} \over {2^{n}\sin(x)}}=\prod _{i=0}^{n-1}\cos(2^{i}x)}
valido per tutti gli interi positivi {\displaystyle n} (la dimostrazione dettagliata si ottiene con lo schema di dimostrazione per induzione).  Ponendo {\displaystyle y:=x2^{n}}e dividendo entrambi i membri per {\displaystyle \cos \left({\frac {y}{2}}\right)} si ottiene
{\displaystyle {{\sin(y)} \over {\cos({y \over 2})}}\cdot {1 \over {2^{n}\sin({y \over {2^{n}}})}}=\prod _{i=1}^{n-1}\cos \left({y \over {2^{i+1}}}\right).}
Usando di nuovo la formula di duplicazione {\displaystyle \sin y=2\sin \left({\frac {y}{2}}\right)\cos \left({\frac {y}{2}}\right)}otteniamo
{\displaystyle {{2\sin({y \over 2})} \over {2^{n}\sin({y \over {2^{n}}})}}=\prod _{i=1}^{n-1}\cos \left({y \over {2^{i+1}}}\right).}
Nel caso particolare y = π si ottiene l'identità
{\displaystyle {2 \over {2^{n}\sin({\pi  \over {2^{n}}})}}=\prod _{i=2}^{n}\cos \left({\pi  \over {2^{i}}}\right)\ .}
Rimane da collegare i fattori del secondo membro di questa identità con i termini {\displaystyle a_{n}} introdotti inizialmente. 
Utilizzando la formula della bisezione dell'angolo per il coseno,
{\displaystyle 2\cos(x/2)={\sqrt {2+2\cos x}},}
se ne deriva che {\displaystyle b_{i}:=2\cos \left({\pi  \over {2^{i+1}}}\right)} soddisfa la formula ricorsiva {\displaystyle \,b_{i+1}={\sqrt {2+b_{i}}}} con condizione iniziale {\displaystyle b_{1}=2\cos \left({\pi  \over 4}\right)={\sqrt {2}}=a_{1}}.  Quindi {\displaystyle a_{n}=b_{n}} per tutti gli interi positivi {\displaystyle n}.
La Formula di Viète segue considerando il limite {\displaystyle n\rightarrow \infty }. Notiamo infatti che
{\displaystyle \lim _{n\rightarrow \infty }{2 \over {2^{n}\sin({\pi  \over {2^{n}}})}}=\lim _{n\rightarrow \infty }{2 \over \pi }\cdot {{\pi  \over 2^{n}} \over {\sin({\pi  \over {2^{n}}})}}={2 \over \pi }}
come conseguenza del limite notevole {\displaystyle \lim _{x\rightarrow 0}\,{x \over {\sin x}}=1}.